# Park Pobiedy (stacja metra w Petersburgu)
Park Pobiedy (ros. Парк Побе́ды) – piętnasta stacja linii Moskiewsko-Piotrogrodzkiej, znajdującego się w Petersburgu systemu metra.

## Charakterystyka
Stacja Park Pobiedy została włączona do systemu metra w mieście nad Newą 29 kwietnia 1961 roku i jest to stacja metra w której zastosowany został system automatycznie rozsuwanych drzwi peronowych. Autorami projektu architektonicznego obecnej postaci stacji są: A. K. Andriejew (А. К. Андреев), A. S. Gieckin (А. С. Гецкин) i W. P. Szuwałowa (В. П. Шувалова). Stacja położona jest przy prospekcie Moskiewskim. W pobliżu znajduje się także Moskiewski Park Zwycięstwa, od którego zaczerpnęła ona swoją nazwę. Jest to pierwsza stacja na świecie w której zastosowany został system automatycznie rozsuwanych drzwi peronowych. Wprowadzono go do użycia w czasie rządów Nikity Chruszczowa i miał on na celu oszczędności funduszy przy budowie nowych stacji metra w Związku Radzieckim. Park Pobiedy nie posiada więc zwykle używanych peronów, pociągi zatrzymują się w tunelu za zasuniętymi drzwiami, które są następnie otwierane albo w sposób automatyczny albo przez maszynistę. Łącznie w petersburskiej kolei podziemnej wzniesiono dziewięć tego typu stacji. Jednak jak się miało okazać ich eksploatacja, koszt materiałów i napraw była i jest wyższa niż na innych stacjach. Wejściu do stacji nadano formę cylindrycznego budynku. Wspomniane drzwi o barwie czarnej są dekorowane elementami metalowymi, sklepienie jest białe, któremu nadano formę łuku. Lampy umieszczono w dwóch pasach nad drzwiami, posadzki wykładane jasnymi płytami granitowymi. Jedyną dekoracją na Parku Pobiedy jest umieszczenie na jednej ze ścian roku otwarcia stacji, a całość charakteryzuje się ubogim stylem funkcjonalizmu epoki Nikity Chruszczowa.
Park Pobiedy położony jest na głębokości 35 metrów. Od 1961 do 1969 roku była to końcowa (według innego sposobu liczenia, początkowa) stacja linii Moskiewsko-Piotrogrodzkiej. Ruch pociągów odbywa się tutaj od godziny 5:37 do godziny 0:37 i w tym czasie jest ona dostępna dla pasażerów.